# Lijst van vissen J-K
Deze lijst van vissen J-K bevat alle vissen beginnende met de letters J en K zoals opgenomen in FishBase. De lijst is gebaseerd op de wetenschappelijke naam van de vissoort. Voor de overige namen zie: Lijst van alle vissen.
1. Japonoconger africanus
2. Japonoconger caribbeus
3. Japonoconger sivicolus
4. Japonolaeops dentatus
5. Japonolycodes abei
6. Javichthys kailolae
7. Jeboehlkia gladifer
8. Jenkinsia lamprotaenia
9. Jenkinsia majua
10. Jenkinsia parvula
11. Jenkinsia stolifera
12. Jenynsia alternimaculata
13. Jenynsia diphyes
14. Jenynsia eigenmanni
15. Jenynsia eirmostigma
16. Jenynsia lineata
17. Jenynsia maculata
18. Jenynsia multidentata
19. Jenynsia onca
20. Jenynsia pygogramma
21. Jenynsia sanctaecatarinae
22. Jenynsia tucumana
23. Jenynsia unitaenia
24. Jenynsia weitzmani
25. Jinshaia sinensis
26. Johnius amblycephalus
27. Johnius australis
28. Johnius belangerii
29. Johnius borneensis
30. Johnius cantori
31. Johnius carouna
32. Johnius carutta
33. Johnius coitor
34. Johnius distinctus
35. Johnius dorsalis
36. Johnius dussumieri
37. Johnius elongatus
38. Johnius fasciatus
39. Johnius fuscolineatus
40. Johnius gangeticus
41. Johnius glaucus
42. Johnius goldmani
43. Johnius grypotus
44. Johnius heterolepis
45. Johnius hypostoma
46. Johnius laevis
47. Johnius latifrons
48. Johnius macropterus
49. Johnius macrorhynus
50. Johnius mannarensis
51. Johnius novaeguineae
52. Johnius novaehollandiae
53. Johnius pacificus
54. Johnius philippinus
55. Johnius plagiostoma
56. Johnius trachycephalus
57. Johnius trewavasae
58. Johnius weberi
59. Johnrandallia nigrirostris
60. Johnsonina eriomma
61. Jordanella floridae
62. Jordania zonope
63. Joturus pichardi
64. Julidochromis dickfeldi
65. Julidochromis marlieri
66. Julidochromis ornatus
67. Julidochromis regani
68. Julidochromis transcriptus
69. Jupiaba abramoides
70. Jupiaba acanthogaster
71. Jupiaba anteroides
72. Jupiaba apenima
73. Jupiaba asymmetrica
74. Jupiaba atypindi
75. Jupiaba elassonaktis
76. Jupiaba essequibensis
77. Jupiaba keithi
78. Jupiaba maroniensis
79. Jupiaba meunieri
80. Jupiaba minor
81. Jupiaba mucronata
82. Jupiaba ocellata
83. Jupiaba pinnata
84. Jupiaba pirana
85. Jupiaba poekotero
86. Jupiaba polylepis
87. Jupiaba poranga
88. Jupiaba potaroensis
89. Jupiaba scologaster
90. Jupiaba yarina
91. Jupiaba zonata
92. Jurengraulis juruensis
93. Kali caribbaea
94. Kali colubrina
95. Kali falx
96. Kali indica
97. Kali macrodon
98. Kali macrura
99. Kali normani
100. Kali parri
101. Kalimantania lawak
102. Kalyptatherina helodes
103. Kalyptodoras bahiensis
104. Kamoharaia megastoma
105. Kanekonia florida
106. Kanekonia pelta
107. Kanekonia queenslandica
108. Karalepis stewarti
109. Kareius bicoloratus
110. Karsten totoyensis
111. Kasatkia memorabilis
112. Kasatkia seigeli
113. Kathala axillaris
114. Kathetostoma albigutta
115. Kathetostoma averruncus
116. Kathetostoma canaster
117. Kathetostoma cubana
118. Kathetostoma fluviatilis
119. Kathetostoma giganteum
120. Kathetostoma laeve
121. Kathetostoma nigrofasciatum
122. Katibasia insidiosa
123. Katria katria
124. Katsuwonus pelamis
125. Kaupichthys atronasus
126. Kaupichthys brachychirus
127. Kaupichthys diodontus
128. Kaupichthys hyoproroides
129. Kaupichthys japonicus
130. Kaupichthys nuchalis
131. Kaupus costatus
132. Kelloggella cardinalis
133. Kelloggella centralis
134. Kelloggella oligolepis
135. Kelloggella quindecimfasciata
136. Kelloggella tricuspidata
137. Kentrocapros aculeatus
138. Kentrocapros eco
139. Kentrocapros flavofasciatus
140. Kentrocapros rosapinto
141. Kenyaconger heemstrai
142. Kertomichthys blastorhinos
143. Kestratherina brevirostris
144. Kestratherina esox
145. Ketengus typus
146. Kimberleyeleotris hutchinsi
147. Kimberleyeleotris notata
148. Kimblaeus bassensis
149. Kiunga ballochi
150. Kiunga bleheri
151. Klausewitzia ritae
152. Kneria angolensis
153. Kneria ansorgii
154. Kneria auriculata
155. Kneria katangae
156. Kneria maydelli
157. Kneria paucisquamata
158. Kneria polli
159. Kneria ruaha
160. Kneria rukwaensis
161. Kneria sjolandersi
162. Kneria stappersii
163. Kneria uluguru
164. Kneria wittei
165. Knipowitschia cameliae
166. Knipowitschia caucasica
167. Knipowitschia croatica
168. Knipowitschia ephesi
169. Knipowitschia goerneri
170. Knipowitschia iljini
171. Knipowitschia longecaudata
172. Knipowitschia mermere
173. Knipowitschia milleri
174. Knipowitschia montenegrina
175. Knipowitschia mrakovcici
176. Knipowitschia panizzae
177. Knipowitschia punctatissima
178. Knipowitschia radovici
179. Knipowitschia thessala
180. Knodus breviceps
181. Knodus caquetae
182. Knodus chapadae
183. Knodus delta
184. Knodus gamma
185. Knodus geryi
186. Knodus heteresthes
187. Knodus longus
188. Knodus megalops
189. Knodus meridae
190. Knodus mizquae
191. Knodus moenkhausii
192. Knodus orteguasae
193. Knodus pasco
194. Knodus savannensis
195. Knodus septentrionalis
196. Knodus shinahota
197. Knodus smithi
198. Knodus tiquiensis
199. Knodus victoriae
200. Kochichthys flavofasciatus
201. Kolpotocheirodon figueiredoi
202. Kolpotocheirodon theloura
203. Konia dikume
204. Konia eisentrauti
205. Konosirus punctatus
206. Kopua kuiteri
207. Kopua nuimata
208. Koreocobitis naktongensis
209. Koreocobitis rotundicaudata
210. Kosswigobarbus kosswigi
211. Kottelatlimia katik
212. Kottelatlimia pristes
213. Kraemeria bryani
214. Kraemeria cunicularia
215. Kraemeria galatheaensis
216. Kraemeria merensis
217. Kraemeria nuda
218. Kraemeria samoensis
219. Kraemeria tongaensis
220. Kraemericus smithi
221. Krefftichthys anderssoni
222. Kribia kribensis
223. Kribia leonensis
224. Kribia nana
225. Kribia uellensis
226. Krobia guianensis
227. Krobia itanyi
228. Kronichthys heylandi
229. Kronichthys lacerta
230. Kronichthys subteres
231. Krusensterniella maculata
232. Krusensterniella multispinosa
233. Krusensterniella notabilis
234. Krusensterniella pavlovskii
235. Kryptolebias brasiliensis
236. Kryptolebias campelloi
237. Kryptolebias caudomarginatus
238. Kryptolebias gracilis
239. Kryptolebias ocellatus
240. Kryptolebias sepia
241. Kryptophanaron alfredi
242. Kryptopterus baramensis
243. Kryptopterus bicirrhis
244. Kryptopterus cheveyi
245. Kryptopterus cryptopterus
246. Kryptopterus dissitus
247. Kryptopterus geminus
248. Kryptopterus hesperius
249. Kryptopterus lais
250. Kryptopterus limpok
251. Kryptopterus lumholtzi
252. Kryptopterus macrocephalus
253. Kryptopterus minor
254. Kryptopterus mononema
255. Kryptopterus moorei
256. Kryptopterus palembangensis
257. Kryptopterus paraschilbeides
258. Kryptopterus piperatus
259. Kryptopterus sabanus
260. Kryptopterus schilbeides
261. Kuhlia boninensis
262. Kuhlia caudavittata
263. Kuhlia malo
264. Kuhlia marginata
265. Kuhlia mugil
266. Kuhlia munda
267. Kuhlia nutabunda
268. Kuhlia petiti
269. Kuhlia rubens
270. Kuhlia rupestris
271. Kuhlia salelea
272. Kuhlia sandvicensis
273. Kuhlia xenura
274. Kuiterichthys furcipilis
275. Kumba calvifrons
276. Kumba dentoni
277. Kumba gymnorhynchus
278. Kumba hebetata
279. Kumba japonica
280. Kumba maculisquama
281. Kumba musorstom
282. Kumba punctulata
283. Kumococius rodericensis
284. Kuronezumia bubonis
285. Kuronezumia darus
286. Kuronezumia leonis
287. Kuronezumia macronema
288. Kuronezumia paepkei
289. Kuronezumia pallida
290. Kurtus gulliveri
291. Kurtus indicus
292. Kyonemichthys rumengani
293. Kyphosus analogus
294. Kyphosus bigibbus
295. Kyphosus cinerascens
296. Kyphosus cornelii
297. Kyphosus elegans
298. Kyphosus hawaiiensis
299. Kyphosus incisor
300. Kyphosus lutescens
301. Kyphosus pacificus
302. Kyphosus sectator
303. Kyphosus sydneyanus
304. Kyphosus vaigiensis